# Arcesilau de Megalòpolis
Arcesilau de Megalòpolis (en llatí Arcesilaus, en grec antic Ἀρκεσίλαος "Arkesílaos") fou un dirigent de la ciutat de Megalòpolis, un dels que va dissuadir a la Lliga Aquea d'ajudar a Perseu de Macedònia en la seva guerra contra Roma el 170 aC.
Després fou ambaixador de la Lliga a la cort d'Antíoc IV Epífanes (174 aC-164 aC) i a la de Ptolemeu VI Filomètor (180 aC-164 aC) per intentar aconseguir una reconciliació, segons diu Polibi.